# Ана Мартін
Ана Мартін (ісп. Ana Martín, при народженні Ана Беатріс Мартінес Солорсано, ісп. Ana Beatriz Martínez Solórzano; нар. 14 травня 1946, Мехіко) — мексиканська акторка.

## Життєпис
Народилася 14 травня 1946 року у Мехіко. Її батьком був комік Хесус Мартінес (1913—1994), відомий як Палільйо, матір'ю — нікарагуанка Діна Солорсано. 
Першим успіхом стала перемога у конкурсі краси Міс Мексика-1963 і участь у конкурсі Міс Світу-1963 (як Беатріс Солорсано). 1965 року відбувся її кінодебют в епізодичній ролі у комедії «Гангстер» Луїса Алькоріси з Артуро де Кордова та Анхелікою Марією у головних ролях. 1967 року зіграла головну жіночу роль в американському вестерні «Повернення стрільця», де її партнерами стали Роберт Тейлор та Чед Еверетт. Справжній успіх принесли головні ролі у теленовелах «Габріель і Габріела» (1982—1983), «Пристрасна Ісабела» (1984—1985) та «Гріх Оюкі» (1988), — зіграна в останній роль японської танцівниці Оюкі Огіно, закоханої в художника-англійця, вважається найяскравішою в її творчому доробку. 1983 року видала музичний альбом «Ana Martín», до якого також увійшли теми, записані нею для серіалу «Габріель і Габріела».
Мартін не була у шлюбі і не мала дітей, що, за зізнанням акторки, було її свідомим рішенням.

## Вибрана фільмографія
| Рік       |   | Українська назва                 | Оригінальна назва            | Роль                          |
| --------- | - | -------------------------------- | ---------------------------- | ----------------------------- |
| 1965      | ф | Гангстер                         | El gángster                  | епізод                        |
| 1966      | ф | Марсело і Марія                  | Marcelo y María              | Марія                         |
| 1966      | ф | Янгол і я                        | El ángel y yo                | Росіта                        |
| 1966      | ф | Повернення стрільця              | Return of the Gunfighter     | Аніса Домінго                 |
| 1968      | ф | Корона зі сліз                   | Corona de lángrumas          | Консуеліто                    |
| 1972      | ф | Кінець фієсти                    | Fin de fiesta                | Ракель                        |
| 1973      | с | Моє перше кохання                | Mi primer amor               | Бебі                          |
| 1975      | с | Чудо життя                       | El malagro de vivir          | Дженні Гордон                 |
| 1976      | с | Паралельні світи                 | Mundos opuestos              | Моніка де ла Мора             |
| 1978      | ф | Місце без обмежень               | El lugar sin límites         | Хапонесіта                    |
| 1979      | с | Дівчина з кварталу               | Muchacha de barrio           | Лаура                         |
| 1980      | ф | Дике літо                        | Verano salvaje               | Сесілія                       |
| 1980      | ф | Нероби                           | Los indolentes               | Роса                          |
| 1982—1983 | с | Габріель і Габріела              | Gabriel y Gabriela           | Габріела                      |
| 1984—1985 | с | Пристрасна Ісабела               | La pasión de Isabela         | Ісабела Ернандес Гальярдо     |
| 1988      | с | Гріх Оюкі                        | El pecado de Oyuki           | Оюкі Огіно                    |
| 1996      | с | Провина                          | La culpa                     | Кукіта Леон де Мендісабаль    |
| 1996      | ф | Приємна компанія                 | Dulces compañías             | Нора                          |
| 1997—2005 | с | Жінка, випадки з реального життя | Mujer, casos de la vida real | різні персонажі               |
| 1997      | с | Добрі люди                       | Gente bien                   | Алісія Дюма де Клейн          |
| 1998      | с | Анхела                           | Ángela                       | Делія Беллаті Рольдан         |
| 1999      | с | Бунтівна душа                    | Alma rebelde                 | Клара Ернандес                |
| 2001      | ф | Розбиті серця                    | Corazones rotos              | Селіна                        |
| 2001      | ф | Час метеликів                    | In the Time of Butterflies   | Мама                          |
| 2003      | с | Справжнє кохання                 | Amor real                    | Росаріо Аранда                |
| 2004      | с | Рубі                             | Rubí                         | Рефухіо Очоа де Перес         |
| 2005      | с | Мачуха                           | La madrastra                 | Сокорро де Монтес             |
| 2006      | с | Дуель пристрастей                | Duelo de pasiones            | Люба Лопес                    |
| 2007      | с | Чисте кохання                    | Destilando amor              | Клара Ернандес Гарсія         |
| 2008      | с | Роза Гваделупе                   | La rosa de Guadalupe         | Йоя                           |
| 2008—2009 | с | Удар в серце                     | Un gancho al corazón         | Ньєвес Очоа                   |
| 2009      | с | Завтра – це назавжди             | Mañana es para siempre       | Росаріо                       |
| 2010      | с | Я твоя хазяйка                   | Soy tu dueña                 | Беніта Гаррідо                |
| 2012      | ф | Кориця                           | Canela                       | донья Тере                    |
| 2012—2013 | с | Істинне кохання                  | Amores verdaderos            | Канделарія Корона             |
| 2015—2016 | с | Просто Марія                     | Simplemente María            | Фелісітас Нуньєс де Сервантес |
| 2017      | с | Як то кажуть                     | Como dice el dicho           | Бела                          |
| 2017—2018 | с | Без твого погляду                | Sin tu mirada                | Ангустіас Гальвес             |
| 2019—2020 | с | Гріхи Барбари                    | Los pecados de Bárbara       | Інес Фернандес де Порреро     |
| 2021      | с | Мексиканка та блондин            | La mexicana y el güero       | Тоньїта                       |
| 2021      | с | Безсердечна                      | La desalmada                 | Франсіска Перес (Пачіта)      |

## Дискографія
- Ana Martín (1983)

## Нагороди та номінації
Арієль
- 1973 — Номінація на найкращу акторку другого плану (Кінець фієсти).
- 1979 — Номінація на найкращу акторку другого плану (Місце без обмежень).
- 1980 — Номінація на найкращу акторку другого плану (Нероби).

TVyNovelas Awards
- 1983 — Номінація на найкращу акторку (Габріель і Габріела).
- 1985 — Номінація на найкращу акторку (Пристрасна Ісабела).
- 1989 — Номінація на найкращу акторку (Гріх Оюкі).
- 2004 — Найкраща роль у виконанні заслуженої акторки (Справжнє кохання).
- 2005 — Найкраща акторка другого плану (Рубі).
- 2006 — Номінація на найкращу роль у виконанні заслуженої акторки (Мачуха).
- 2008 — Найкраща роль у виконанні заслуженої акторки (Чисте кохання).
- 2011 — Номінація на найкращу роль у виконанні заслуженої акторки (Я твоя хазяйка).
- 2014 — Найкраща роль у виконанні заслуженої акторки (Істинне кохання).

ACE Awards
- 1988 — Найкраща акторка (Гріх Оюкі).

TV Adicto Golden Awards
- 2010 — Найкраща заслужена акторка десятиліття.

Laurel de Oro (Іспанія)
- 2004 — Найкраща акторка другого плану (Справжнє кохання)